# Maustetytöt
Maustetytöt (фін. вимова: [ˈmɑu̯steˌtytøt]; буквально - перчинки, spice girls)
 - фінський гурт, учасницями якої є сестри: гітаристка Анна Кар'ялайнен і клавішниця Кайса Кар'ялайнен.
Дебютний сингл гурту «Tein kai lottorivini väärin» вийшов у лютому 2019 року, а дебютний альбом «Kaikki tiet vievät Peltolaan» - у жовтні того ж року.
Сестри родом з Ваала і живуть у Калліо, Гельсінкі. Вони слухають традиційні фінські поп-хіти, а взірцем для них є гурт «Leevi and the Leavings». Журналіст фінської газети «Helsingin Sanomat» пише, що гурт є «відверто підозріло „автентичним“ і некомерційним». За словами Антті Лоукканена із журналу «Soundi», пісні містять «повсякденний реалізм і гламур відвертого нещастя». Звукозаписна компанія гурту «Is This Art!» описує Maustetytöt як інді-поп-дует.

## Iсторія
До гурту Maustetytöt сестри були частиною гурту «Kaneli». Окрім них, у гурті була третя сестра Майя, яка грала на барабанах. Гурт «Kaneli» випустив мініальбом «Tommy's Broken Guitar» (2012) і альбом «Hazy Days» (2016).
Кайса Кар'ялайнен і Янне Аслак Расасен мали гурт під назвою «Ehkek», яка випустила, серед іншого, мініальбоми «Työttömän yövuoro» (2015) і «Sää, sääsket ja sä / Jätä mut, joulu, rauhaan» (2016).
Перший сингл Maustetytöt «Tein kai lottorivini väärin», випущений на початку лютого 2019 року, за місяць зібрав 219 000 переглядів на YouTube і 245 000 прослуховувань на Spotify. Кавер-версія гурту на пісню Pelle Miljoona Oy «Juokse villi lapsi» звучала в рекламі мережі гіпермаркетів «Prisma» з травня 2019 року. Пісня також була опублікована на YouTube, але не стала офіційним синглом. 31 травня 2019 року Maustetytöt випустили свій другий сингл «Se oli SOS», який також був випущений як 7-дюймова вінілова платівка.
Музичний журнал «Rumba» назвав Maustetytöt найбільш розкрученим і розкрученим фінським гуртом 2019 року. Влітку 2019 року гурт відіграв майже сорок концертів і виступив на найбільших фестивалях, таких як Flow, Provinssi, Ruisrock і Ilosaarirock. Третій сингл гурту «Viidestoista päivä» був випущений у вересні 2019 року. Пісня була триб'ютом Джусу Лескі. Також у вересні 2019 року Maustetytöt виконав пісню «Jos mulla ei ois sua, mulla ei ois mitään» у серії «Livenä» на радіостанції «Yleisradio».
Дебютний альбом Maustetytöt «Kaikki tiet vievät Peltolaan» вийшов 25 жовтня 2019 року. На першому тижні він став номером один в офіційному фінському чарті, як в чарті альбомів, так і в чартах фізичних альбомів. «Jos mulla ei ois sua, mulla ei ois mitään», який не входить до альбому, було випущено як сингл у грудні 2019 року. Сингл було випущено в цифровому вигляді та обмеженим накладом у 1000 штук у вигляді 7-дюймової вініловою платівки, яка була розпродана через п'ять хвилин. У 2019 році Maustetytöt отримав нагороду «Master of Pulpets» від журналу «Soundi».
Другий студійний альбом Maustetytöt «Eivät enkelitkään ilman siipiä lennä» вийшов 13 листопада 2020 року. Альбом піднявся на друге місце Фінляндії, як у чарті альбомів, так і в чарті фізичних альбомів.
На гала-концерті Emma Gaala 2020 Maustetytöt отримав нагороди «Рок року» та «Гурт року».
Maustetytöt та Agents розпочали музичну співпрацю восени 2021 року. Спільний проєкт отримав назву «Maustetytöt X Agents». Навесні 2022 року Kokoopano випустив мініальбом із чотирьох пісень і того ж року виступив серед інших на фестивалі Ruisrock. Maustetytöt виконали свою пісню «Syntynyt suruun ja puettu pettymyksin» у фільмі Акі Каурісмякі «Kuolleet lehdet» (2023). Після прем'єри фільму Maustetytöt виступив з аншлагом на п'яти концертах у Німеччині, двох концертах у Швеції та одному концерті в Чехії. На грудень 2023 року запланований концертний тур в Італії (чотири концерти), а у 2024 році буде щонайменше один виступ на фестивалі в лютому у Швейцарії, тривалий центральноєвропейський тур у Франції та Німеччині в травні-червні та тур з кількома концертами у вересні у Швеції.

### Інцидент на гала-концерті Emma Gaala у 2019 році
Пісня «Tein kai lottorivini väärin» викликала дискусію в соцмережах, оскільки рання версія пісні співала про «негрів із Судану». На відео, опублікованому на YouTube, гурт виконує цю версію наживо навесні 2018 року. У фінальній, записаній версії, вони співають про «суданських хлопчиків». За словами Акі Рукала зі звукозаписної компанії «Is This Art!», це було «неуцтво та недбалість молодих людей, які виросли в маленькому місті». Гурт вибачився за кількаразове використання слова «негри», і, за словами автора тексту Кайси Кар'ялайнен, причиною його використання була не навмисна провокація, а необдуманість.
Після голосування журі гурт не був прийнятий як кандидат на гала-концерт Emma Gaala, де він спочатку був номінований у чотирьох категоріях. За словами редактора «YleX» Реназа Ебрахіма, пісня все одно була проблематичною, гурт не вибачився належним чином і не прийшов на програму «YleX Yeboyah, Renaz & Wekesa», щоб це обговорити. Цю тему також висвітлювали ЗМІ та медія, такі як «Yle», «Helsingin Sanomat» і «Suomen Kuvalehti», де було написано, що гурт був виключений з публічного голосування, оскільки були побоювання, що голосування зміниться «через політичні протестні голоси зовсім іншого характеру, ніж музика».

### Студійні альбоми
- Kaikki tiet vievät Peltolaan (Is This Art!, 2019)
- Eivät enkelitkään ilman siipiä lennä  (Is This Art!, 2020)
- Maailman onnellisin kansa  (2023)